# Diócesis de San Justo
La diócesis de San Justo (en latín: Dioecesis Sancti Iusti) es una circunscripción eclesiástica de la Iglesia católica en Argentina. Se trata de una diócesis latina, sufragánea de la arquidiócesis de Buenos Aires. Desde el 6 de noviembre de 2014 su obispo es Eduardo Horacio García.

## Territorio y organización
La diócesis tiene 134 km² y extiende su jurisdicción sobre los fieles católicos de rito latino residentes en la provincia de Buenos Aires en una tercera parte del partido de La Matanza. De acuerdo a la bula de erección de la diócesis de Gregorio de Laferrère: Haud parva laetitia, el límite con la diócesis de San Justo en el partido de La Matanza es el siguiente: desde el límite del partido en el río Matanza por la avenida Cristianía, calle Juan Manuel de Rosas, vías del Ferrocarril General Belgrano, calle Bartolomé de las Casas, calle Bruselas, calle Perito Moreno, y avenida Cristianía hasta alcanzar el límite del partido en la avenida Don Bosco. Esta línea corta la ciudad de Isidro Casanova, que queda repartida entre las dos diócesis, y deja dentro de la diócesis de San Justo la mayor parte de Villa Luzuriaga y la totalidad de las localidades de Ramos Mejía, Lomas del Mirador, La Tablada, Villa Eduardo Madero, Ciudad Celina, Tapiales, Aldo Bonzi, San Justo y Ciudad Evita. 
La sede de la diócesis se encuentra en la ciudad de San Justo, en donde se halla la Catedral de los Santos Justo y Pastor.
En 2020 en la diócesis existían 41 parroquias agrupadas en seis decanatos:

## Lugares
Decanato Madre de la Iglesia

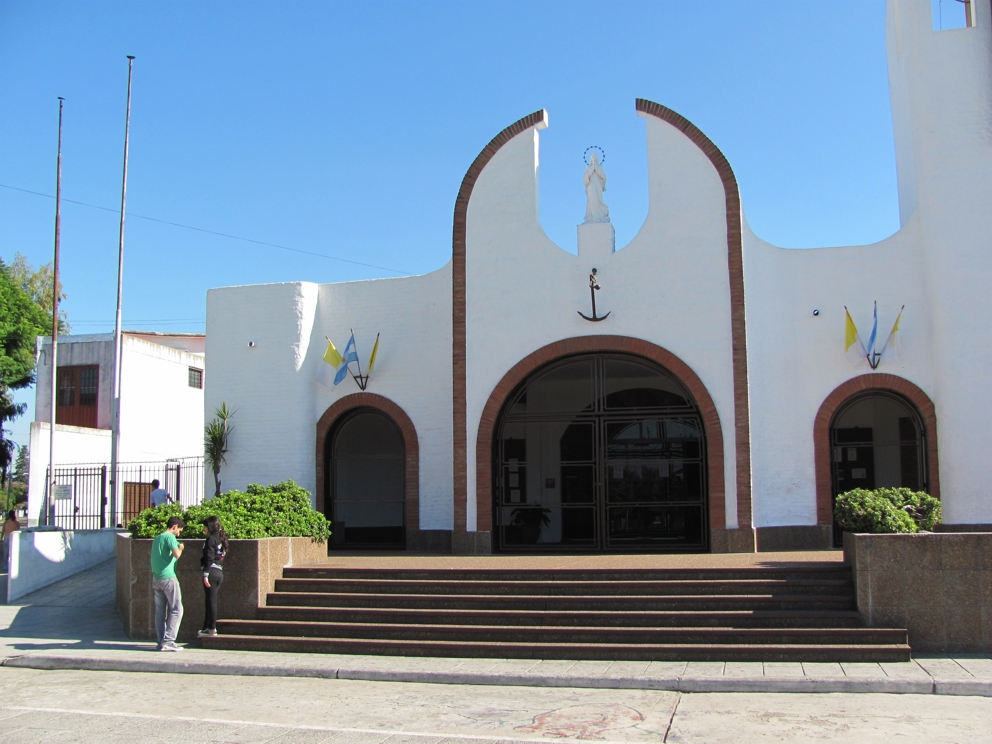
Parroquia Stella Maris, en Villa Luzuriaga

- Catedral Santos Justo y Pastor, en San Justo
- Sagrado Corazón de Jesús, en San Justo
- Nuestra Señora de Lourdes, en San Justo
- Stella Maris, en Villa Luzuriaga
- Nuestra Señora de Fátima, en Lomas del Mirador
- San Leopoldo Mandic, en Lomas del Mirador

Decanato San José
- Nuestra Señora de Luján, en San Justo
- Santa Rita de Casia, en San Justo
- San Nicolás, en San Justo
- San Pío X, en San Justo
- San Juan Bautista, en Isidro Casanova
- Nuestra Señora de Fátima y de los santos pastores Francisco y Jacinta,[3] en Isidro Casanova
- San Roque, en Isidro Casanova

Decanato Nuestra Señora de Luján
- Nuestra Señora del Carmen, en Ramos Mejía
- María Auxiliadora, en Ramos Mejía
- Nuestra Señora del Monte Carmelo, en Ramos Mejía
- Madre de Dios, en Ramos Mejía
- Santísimo Redentor, en Ramos Mejía
- María Reina, en Ramos Mejía
- San Pablo, en Ramos Mejía
- Nuestra Señora del Sagrado Corazón, en Lomas del Mirador

Decanato Jesús, Buen Pastor
- Asunción de la Santísima Virgen, en La Tablada
- Nuestra Señora de la Montaña, en La Tablada
- San Pantaleón, en La Tablada
- Santa Rosa de Lima, en La Tablada
- San Roque, en Villa Insuperable de La Tablada
- Santísimo Nombre de María, en Lomas del Mirador

Decanato San Juan Evangelista

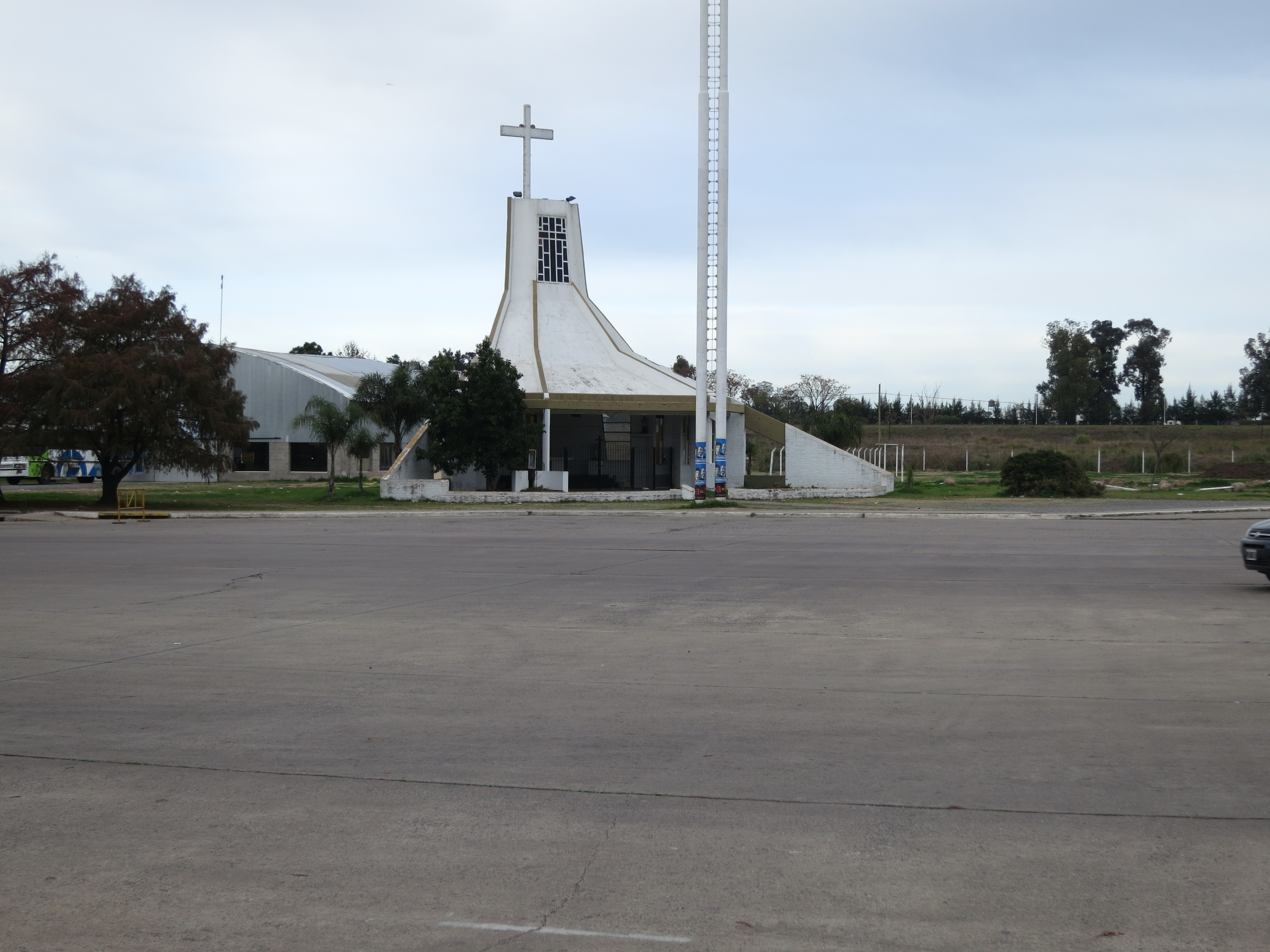
Capilla San Juan Pablo II en el Mercado Central de Buenos Aires, Tapiales.

- Nuestra Señora de las Gracias, en Aldo Bonzi
- Nuestra Señora de Luján y San Luis Gonzaga, en Tapiales
- Nuestra Señora de la Guardia, en Barrio Sarmiento de Villa Celina
- San José Obrero, en Villa Eduardo Madero
- San Carlos Borromeo e Inmaculada Concepción, en Villa Eduardo Madero
- Sagrado Corazón de Jesús, en Villa Celina

Decanato San Héctor Valdivieso
- Nuestra Señora de Itatí, en San Justo
- San Roque González y Compañeros Mártires, en Barrio Almafuerte de San Justo
- Sagrado Corazón de Jesús, en Ciudad Evita
- San Antonio de Padua, en Ciudad Evita
- San Cayetano, en Ciudad Evita
- Nuestra Señora de la Salud, en Isidro Casanova
- San Alberto Magno, en Isidro Casanova
- San Juan Bosco y Santa Clara, en Lomas del Mirador

## Historia
La diócesis fue erigida el 18 de julio de 1969 con la bula Omnimode solliciti del papa Pablo VI, obteniendo el territorio de las diócesis de Lomas de Zamora (el partido de Cañuelas) y de Morón (el partido de La Matanza).
El 22 de febrero de 1971, con la carta apostólica Quandoquidem homines, el papa Pablo VI proclamó a la Santísima Virgen María, venerada con el título de Madre de Dios, patrona principal de la diócesis, y a san Justo como patrono secundario. Su primer obispo fue Jorge Carlos Carreras.
El 25 de noviembre de 2000 cedió una parte de su territorio para la erección de la diócesis de Gregorio de Laferrere mediante la bula Haud parva laetitia del papa Juan Pablo II.

## Estadísticas
Según el Anuario Pontificio 2021 la diócesis tenía a fines de 2020 un total de 1 370 430 fieles bautizados.
| Año                                                                             | Población            | Población | Población      | Sacerdotes | Sacerdotes    | Sacerdotes    | Bautizados por sacerdote | Diáconos permanentes | Religiosos | Religiosos | Parroquias |
| Año                                                                             | Bautizados católicos | Total     | % de católicos | Total      | Clero secular | Clero regular | Bautizados por sacerdote | Diáconos permanentes | Varones    | Mujeres    | Parroquias |
| ------------------------------------------------------------------------------- | -------------------- | --------- | -------------- | ---------- | ------------- | ------------- | ------------------------ | -------------------- | ---------- | ---------- | ---------- |
| 1970                                                                            | ?                    | 650 000   | ?              | 30         | 30            |               | ?                        |                      |            |            | 32         |
| 1976                                                                            | 1 080 000            | 1 200 000 | 90.0           | 97         | 29            | 68            | 11 134                   |                      | 95         | 170        | 35         |
| 1980                                                                            | 1 192 000            | 1 296 000 | 92.0           | 92         | 33            | 59            | 12 956                   |                      | 87         | 158        | 37         |
| 1990                                                                            | 1 301 000            | 1 446 000 | 90.0           | 112        | 53            | 59            | 11 616                   |                      | 116        | 171        | 49         |
| 1999                                                                            | 1 471 000            | 1 635 000 | 90.0           | 139        | 65            | 74            | 10 582                   | 24                   | 12         | 146        | 60         |
| 2000                                                                            | 860 000              | 956 000   | 90.0           | 87         | 43            | 44            | 9885                     | 24                   | 88         | 96         | 41         |
| 2001                                                                            | 860 000              | 956 000   | 90.0           | 102        | 58            | 44            | 8431                     | 35                   | 90         | 96         | 39         |
| 2002                                                                            | 720 000              | 800 000   | 90.0           | 66         | 48            | 18            | 10 909                   | 26                   | 47         | 137        | 40         |
| 2003                                                                            | 720 000              | 800 000   | 90.0           | 68         | 48            | 20            | 10 588                   | 26                   | 55         | 139        | 40         |
| 2004                                                                            | 810 000              | 900 000   | 90.0           | 69         | 44            | 25            | 11 739                   | 26                   | 63         | 139        | 40         |
| 2010                                                                            | 975 000              | 1 083 000 | 90.0           | 80         | 49            | 31            | 12 187                   | 23                   | 90         | 71         | 40         |
| 2014                                                                            | 1 012 000            | 1 124 000 | 90.0           | 77         | 54            | 23            | 13 142                   | 27                   | 69         | 82         | 40         |
| 2017                                                                            | 1 350 000            | 1 500 000 | 90.0           | 58         | 35            | 23            | 23 275                   | 25                   | 62         | 73         | 40         |
| 2020                                                                            | 1 370 430            | 1 584 825 | 86.5           | 63         | 40            | 23            | 21 752                   | 21                   | 76         | 72         | 41         |
| Fuente: Catholic-Hierarchy, que a su vez toma los datos del Anuario Pontificio. |                      |           |                |            |               |               |                          |                      |            |            |            |

## Episcopologio
- Jorge Carlos Carreras † (19 de julio de 1969-14 de abril de 1982 retirado)
- Rodolfo Bufano † (16 de abril de 1982-5 de noviembre de 1990 falleció)
- Jorge Arturo Meinvielle, S.D.B. † (23 de abril de 1991-2 de marzo de 2003 falleció)
- Baldomero Carlos Martini (14 de febrero de 2004-6 de noviembre de 2014 retirado)
- Eduardo Horacio García, desde el 6 de noviembre de 2014